# Softball klub Zagreb Giants
Softball klub Zagreb Giants je softbolski klub iz Zagreba.

## Klupski uspjesi
SK Zagreb Giants osnovan je 29. siječnja 2003. godine, u svojih prvih pet godina je pet puta osvojio naslov prvaka Hrvatske, četiri kupa Hrvatske, jedno prvenstvo Zagreba i jednom Slowpitch Coed Indoor turnir. Ostvarili su i prvu službenu pobjedu nekog muškog softball fastpitch kluba u Europi, te s velikim brojem igrača sudjelovali u ostvarenju prve pobjede muške nacionalne vrste na nekom međunarodnom natjecanju.

## Vanjske poveznice
- zagrebgiants.com